# Kertosari (Singorojo)
Kertosari is een bestuurslaag in het regentschap Kendal van de provincie Midden-Java, Indonesië. Kertosari telt 8955 inwoners (volkstelling 2010).